# Humbert V. z Beaujeu

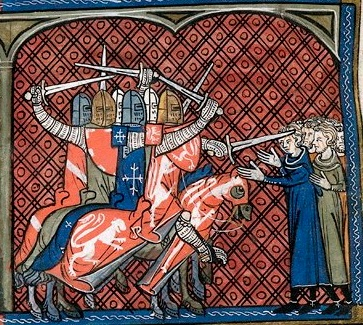
Křižáci pobíjejí katary (dobová iluminace)

Humbert V. z Beaujeu (francouzsky Humbert V de Beaujeu, 1198 – 25. července? 1250) byl pán z Beaujeu, účastník dvou křížových výprav a francouzský konstábl.
Byl synem Guicharda z Beaujeu a Sibyly, dcery flanderského hraběte Balduina V. Po boku krále Ludvíka VIII. se zúčastnil křížové výpravy proti katarům, kde projevil jisté nadání. V letech 1227–1229 vedl královskou armádu znovu na revoltující jih a vzpurné pány krví donutil ke smíru s francouzskou korunou.12. dubna 1229 byla s odbojnými jižany podepsána pařížská smlouva.
Roku 1239 se společně s Tomášem z Marly vydal na pomoc latinskému císařství v Konstantinopoli, k jehož prvním císařům jej vázaly příbuzenské vztahy. Osudnou se mu stala účast na kruciátě Ludvíka IX.